# Soda Stereo
Soda Stereo foi uma banda de rock argentina, formada em Buenos Aires no ano de 1982, por Gustavo Cerati (guitarra e vocal), Zeta Bosio (baixo e backing vocal) e Charly Alberti (bateria). A banda alcançou grande sucesso na América hispânica nos anos de 1980 e 1990.
Em 1997 a banda terminou por problemas pessoais e diferença de critérios artísticos entre seus integrantes. No fim de 2007 a banda anunciou o regresso, para realizar uma única turnê continental chamada "Me verás volver" ("Me verá voltar", verso da canção "En la ciudad de la furia"), na qual reuniu mais de um milhão de fãs.
Quatro de seus álbuns foram incluídos na lista dos 250 melhores de todos os tempos do rock iberoamericano ou latino: Canción animal (Nº 2), Comfort y Música Para Volar (Nº 15), Signos (Nº 40) y Sueño Stereo (Nº 41).
Sua canção "De música ligera" (que no Brasil ganhou uma versão dos Paralamas do Sucesso, "De música ligeira", e posteriormente outra do Capital Inicial, "À sua maneira") foi considerada a quarta melhor de todos os tempos, tanto no rock latino em geral, como do rock argentino em particular. As canções "Te hacen falta vitaminas" e "Nada personal" foram consideradas nº73 e nº74, respectivamente, entre os melhores temas do rock argentino.
Os videoclips de "En la ciudad de la furia" e "Ella usó mi cabeza como un revólver" foram finalistas e vencedor, respectivamente, do único prêmio dado até então pela MTV à música latina. O videoclip de "Cuando pase el temblor" foi indicado como finalista do 12° "World Festival of Video and TV" ("Festival mundial de vídeo e televisão") em Acapulco.
Em 2002 receberam o Prémio Leyenda ("Prêmio Lenda") da MTV Latinoamérica, por sua trajetória musical. Em seus catorze anos de existência contínua realizaram cerca de 1.200 apresentações, em 137 cidades da América e da Espanha.

## Historia

### Primeiros passos (1982-1984)
Gustavo Cerati e Zeta Bosio eram colegas do curso de Publicidade na Universidad del Salvador e se aproximaram graças às mesmas aspirações e gostos para com a música. Juntos, começaram a procurar um grupo punk rock inspirado em The Police (que os havia impressionado com a performance no Estadio Obras Sanitarias em 1980) e The Cure, com letras em espanhol. Inicialmente, Cerati e Zeta entraram para o The Morgan, e em seguida, montaram o Stress com Charly Amato, Sandra Baylac e o baterista Pablo Guadalupe. Também integraram o Proyeto Erekto com Andrés Calamaro, que não atingiram suas expectativas.
Enquanto isso, o baterista Charly Alberti ligava insistentemente para María Laura Cerati, irmã de Gustavo, convidando sair com ele, mas sem sucesso. Um dia, Gustavo atenderia por sua irmã, e numa longa conversa sobre música com Charly, que menciona que é baterista e filho do famoso baterista de jazz Tito Alberti, conhecido pela canção infantil argentina "El Elefante Trompita". Após ouvirem Charly tocar, Cerati e Bosio o integram a banda.
Após experimentarem vários nomes, a banda escolheria Los Estereotipos, referência a uma canção do grupo The Specials, que gostavam de ouvir. A banda gravaria uma demo com esse nome, com Richard Coleman, como segundo guitarrista. As canções gravadas incluíam "Porque No Puedo Ser Del Jet Set?", que se tornaria um dos singles do álbum de estreia do grupo.
A banda, lamentando por usar clichês no nome, debatia palavras aleatórias e anotavam-as, um passatempo que Cerati e Bosio faziam eventualmente, até que chegaram a Soda Stereo, graças em parte ao grande consumo de refrigerante de Cerati durante os ensaios da banda.
O primeiro show sob o nome de Soda ocorreu em Dezembro de 1982, na festa de aniversário de Alfredo Lois, colega de univerdade de Cerati e Bosio. Lois se tornaria o diretor dos videoclipes da banda, além de criador de toda a apresentação visual da banda como roupas, penteados, palcos etc. Era considerado por Cerati como "o quarto membro do Soda". Pouco depois, Richard Coleman sairia da banda, por reconhecer que o grupo soaria melhor sem ele.
Em Julho de 1983, o agora trio, faz sua estreia na Discoteque Airport, no bairro de Belgrano, Buenos Aires.
Depois do show, a banda foi ganhando força na cena underground de Buenos Aires e fazendo nome ao lado de bandas emergentes na época como Sumo, Los Twist, Los Encargados, entre outras. Em 1983 a banda já tinha um pouco de notoriedade. Uma noite, foram chamados de um pub para substituir uma banda que não podia tocar. Assim começariam a fazer vários shows. No terceiro show, Horacio Martinez, um produtor de rock argentino e "caçador de talentos", os ouviram e convidaram a gravar para a CBS.

### Primeiro Álbum e Chateau Rock '85 (1984-1985)

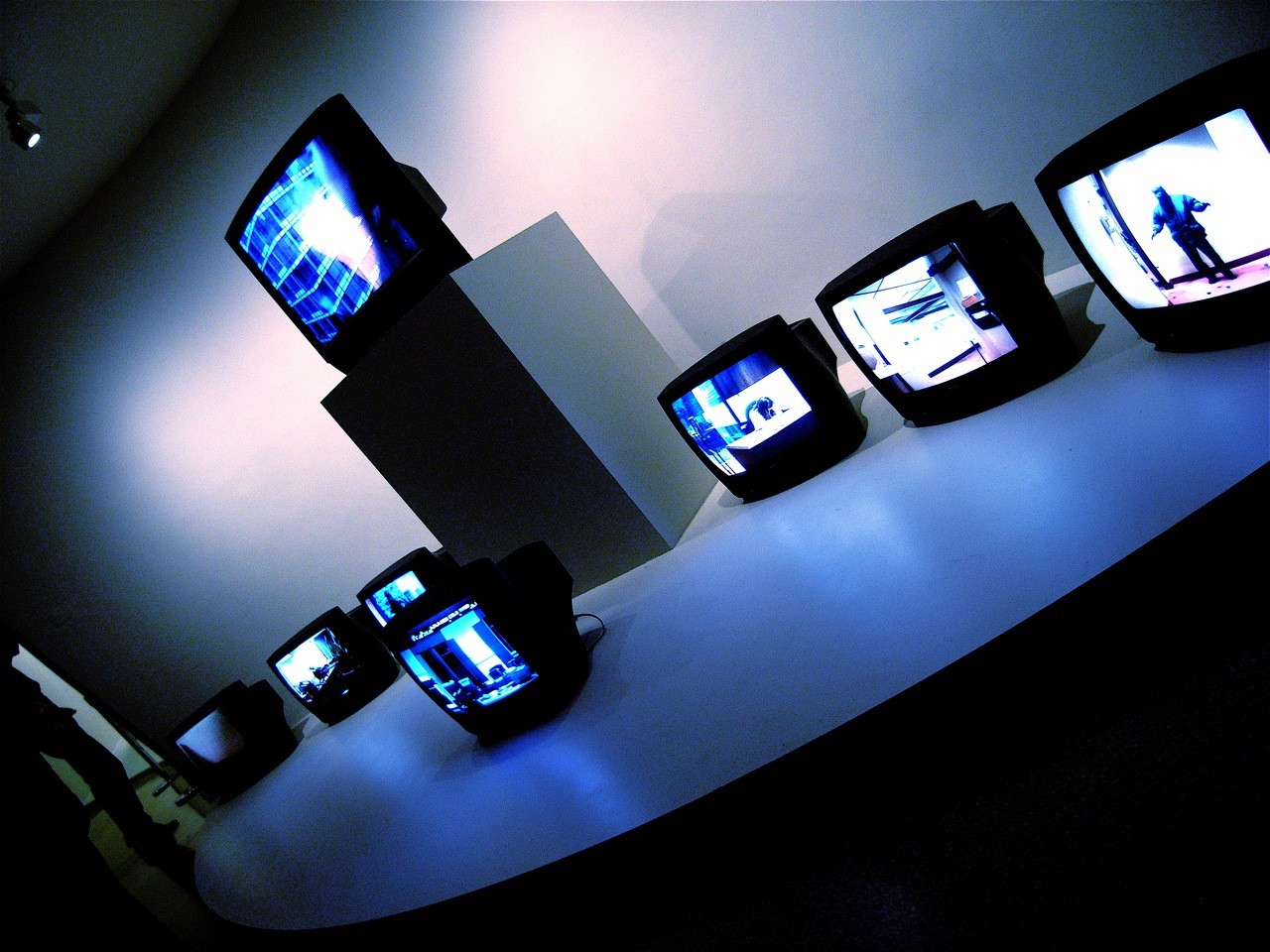
"Sobredosis de TV" foi escolhida como o primeiro single do álbum de estréia Soda Stereo, lançado em Dezembro de 1984. O videoclipe para "Dietético" foi exibido no programa Música Total no Canal 9 (Argentina) e teve um considerável impacto.

Soda Stereo gravou seu primeiro álbum em meados de 1984. O resultado foi um som mais frio que nas apresentações ao vivo, mas o grupo estava satisfeito. O trio contou com a ajuda de Daniel Melero no teclado e Gonzo Palacios no saxofone. Ambos foram listados como "músicos convidados", uma pratica que se tornaria comum na carreira da banda. Tais músicos seriam considerados pelo público como "os quartos Sodas".
A banda foi tocando em espaços cada vez maiores, o álbum de estreia foi apresentado no Teatro Astros em Dezembro de 1984. O palco foi criado por Alfredo Lois, que para a ocasião colocou 26 televisores no fundo e fora de sintonia com a canção "Sobredosis de TV" como fundo musical. As TVs, juntamente com uma grande quantidade de fumaça, criaram um efeito incomum, mas cativante.
Em Janeiro de 1985 tocaram no festival Rock in Bali, em Mar del Plata. Em Março tocaram no Chateau Rock '85 no Estadio Mario Alberto Kempes em Córdoba. A biografia oficial da banda atribui grande importância a essa apresentação, indicando que a banda tocou para 15.000 pessoas e eram a revelação do festival. No entanto, os meios de comunicação de Córdoba afirmam que "apenas metade do número de pessoas realmente apareceram e que Soda quase passou despercebido pois seu primeiro álbum só foi lançado alguns meses antes" e que ainda "Raúl Porchetto foi o mais aplaudido da noite." De todo modo, a atuação no Chateau criou uma relação pessoal entre a banda e a juventude de Córdoba e marcou o momento em que o grupo seguia em direção ao estrelato nacional.
O sucesso da banda vinha em um momento muito particular, por um lado pelo retorno da democracia à Argentina (10 de Dezembro de 1983) e por outro pelas noções de pós-modernidade e de como a juventude da década de 1980 tentava pensar sobre seu papel em uma sociedade democrática, que saia de uma sangrenta ditadura e de uma guerra.
Em Outubro, Soda tocou em frente a um grande público em Buenos Aires como parte da terceira noite do Festival Rock & Pop realizado no Estádio José Amalfitani. Dividiram o palco com INXS, Nina Hagen, Charly García, Virus (banda), Sumo, entre outros.

### Nada Personal e Obras (1985-1986)

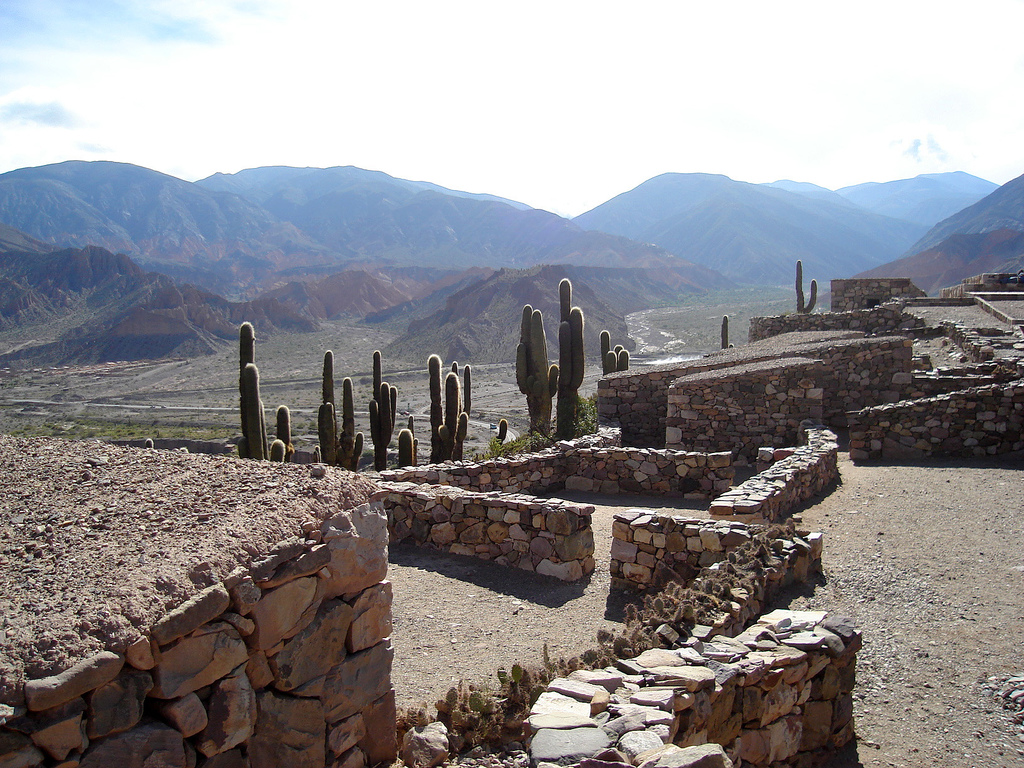
O clipe de Cuando pase el temblor (1986), dirigido por Alfredo Lois foi filmado nas ruínas de Pucará de Tilcara, em Jujuy. Soda fundiu rock e carnavalito (música tradicional Andina). O video foi nomeado como finalista do 12º World Festival of Video and TV em Acapulco.

O segundo álbum Nada Personal foi editado em outubro de 1985. Durante o verão de 1986, o grupo fez shows em centros turísticos da Argentina, tocando em Mar del Plata, Villa Gesell e Pinamar. Finalizaram a turnê com um show consagrador no  Festival De la Falda em Córdoba, que contou com Andrés Calamaro e Charly García nos teclados em "Jet Set".
Em abril, a banda decide apresentar o álbum no Estadio Obras Sanitarias em Buenos Aires. Fizeram quatro shows com um público total de 20.000 espectadores. O primeiro show foi filmado e editado em vídeo de longa duração. Bobby Flores, um conhecido critico musical e fundador da rádio Rock & Pop de Buenos Aires, terminava dessa maneira sua crônica do show:
"Estamos diante do grupo mais poderoso do país ... O melhor parâmetro para medir esta apresentação é que foi curta, parecia ter durado dez minutos ou mais e as pessoas estavam querendo mais. A saída do estádio foi um murmúrio geral das canções do Soda Stereo. A chuva, o tráfego na Avenida del Libertador estava atravancado por aqueles que entram e saem. O último cachorro-quente da noite e uma saudável sensação de bem-estar, não deixam margem para dúvidas existenciais. Eu, então, coloquei minha mandíbula de volta no lugar e fui cantando baixinho "Estoy Azulado" entre a chuva na Libertador."
Após os shows, as vendas do disco começaram a aumentar rapidamente, passando do disco de ouro alcançado no verão, para disco de platina e depois platina duplo. Sem abandonar os ritmos dançantes, os segundo LP trouxe mais profundidade nas letras e maturidade na melodias. O disco marcou a consagração definitiva na Argentina.

### Sucesso na América Latina (1986-1989)

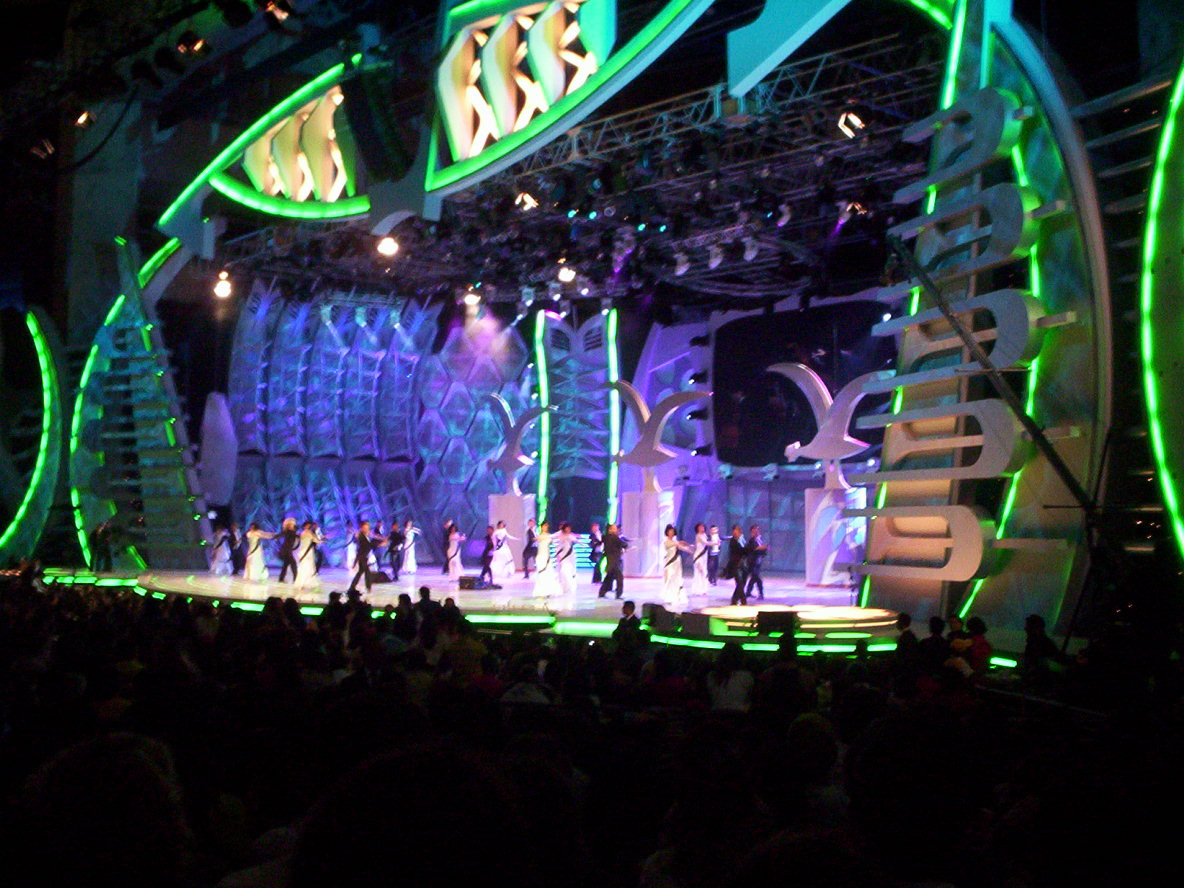
Em 1986, centenas de jovens chilenos receberam Soda Stereo como ídolos populares. A canção que criou esse primeiro contato foi Nada Personal, que virou hit no país. Pouco depois, em Fevereiro de 1987, a banda volta ao Chile para tocar no Festival Internacional da Canção de Viña del Mar. A apresentação abriu as portas para a América Latina.

Em 1986, a banda realiza seus primeiros shows na América Latina, ainda dentro da turnê de Nada Personal. A banda toca na Colômbia, Costa Rica, Peru e Chile com um considerável sucesso. No Chile, fizeram quatro shows em Santiago e um em Valparaíso. Depois, chegam ao Peru pela primeira vez e revolucionam o mercado. As vendas dos discos foram enormes e seus três shows no Coliseu Amauta foram considerados inesquecíveis.
Até então, o rock latino, não era popular entre os jovens latino-americanos (com exceção de Argentina e Uruguai) e as bandas não faziam turnês fora de seus países.
Em Novembro de 1986, a banda lança seu terceiro álbum Signos. Foi um passo importante para a banda, pois com o sucesso aumentavam as expectativas, pressões externas, risco de fracasso e tensões internas. Signos foi o primeiro álbum de rock argentino a ser lançado em CD. Foi fabricado nos Países Baixos e distribuído para toda América Latina.
Em Dezembro, a banda toca no Equador pela primeira vez. No começo de 1987 retornam ao Chile, agora no Festival Internacional da Canção de Viña del Mar. O festival foi transmitido para muitos países latino-americanos e expandiu a fama do grupo por todo o continente. Não demorou muito tempo para se tornar o que se chamaria de "Sodamania"
Em Abril, o Soda quebra recordes de público no Paraguai com sua apresentação. Enquanto isso, Signos foi disco de platina na Argentina, disco de platina triplo no Peru, e platina duplo no Chile. Em Agosto, tocaram no México pela primeira vez.
A turnê do disco contou com 22 shows em 17 cidades para quase 350.000 fãs, nesse processo se criou a ideia de que o rock latino podia ultrapassar as nacionalidades das bandas, algo que se realizaria na década seguinte. Com o material de diferentes shows, gravaram o álbum ao vivo Ruido Blanco (1987). Mixado em Barbados, foi considerado pela Rolling Stone (Argentina) um dos cinco melhores álbuns ao vivo do rock argentino.
No começo de 1988, Soda Stereo era considerada a banda mais importante do pop/rock latino-americano. Começaram a gravar seu novo álbum com a produção do guitarrista Carlos Alomar, que já trabalhou com David Bowie, Mick Jagger, Simple Minds, Iggy Pop, Paul McCartney entre outros. Doble Vida foi gravado e mixado em Nova York, e foi o primeiro álbum de uma banda argentina a ser gravado no exterior.
O álbum teve quatro singles, "Picnic en el 4B", "En la Ciudad de la Furia", "Lo Que Sangra (La Cúpula)" e "Corazon Delator". O vídeo de "En la Ciudad de la Furia" foi finalista do MTV Video Music Awards na categoria de melhor vídeo estrangeiro, numa época em que a MTV ainda não havia chegado a América Latina.
Depois de mais de um ano sem shows em Buenos Aires, a banda apresenta o Doble Vida no campo de hóquei do Obras diante de 25.000 fãs. Para fechar o ano, terminam o Festival Tres Días por la Democracia em Buenos Aires diante de 150.000 pessoas.
Com um milhão de discos vendidos do Doble Vida, a banda inicia uma grande turnê para o álbum no começo de 1989. Fazem 30 shows na Argentina, reunindo 270.000 fãs. Depois fazem uma nova (e sua terceira) turnê latino-americana, que consagrou a banda no México. No fim ano do gravam o EP Languis. Seguindo o lançamento fazem dois shows esgotados em Los Angeles, e se tornam a segunda banda de rock em espanhol a se apresentar nos Estados Unidos.

### A Consagração: Canción animal (1990-1991)

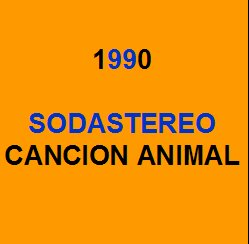
O álbum Canción animal, lançado em 1990, é considerado um dos melhores álbuns de todos os tempos do rock latino.

No começo de 1990, a banda se apresenta no Estádio José Amalfitani, em Buenos Aires, junto com a banda britânica Tears for Fears para 32.000 pessoas, depois vão a Miami gravar seu quinto álbum. O resultado foi Canción animal, considerado um dos melhores álbuns da historia do rock latino. Nele contem a música mais famosa do grupo: De Música Ligera, além de outros clássicos da banda como "Canción Animal", "Un Millón de Años Luz", "En el Séptimo Día" e "Té Para Tres". Essas canções são consideradas as mais fortes e ao mesmo tempo as mais populares. No geral, o álbum é considerado o trabalho mais consistente junto com Signos.
Na turnê do álbum, a banda tocou em 30 cidades na Argentina, muitas nunca haviam recebido uma banda do mesmo porte do Soda Stereo. Também passaram pelo Chile, Paraguai, Uruguai, Colômbia, Venezuela e México. Finalizaram com quatorze shows no Teatro Gran Rex de Buenos Aires, com capacidade para 3.300 pessoas, sendo um recorde. Nestes shows foi gravado o EP Rex Mix.

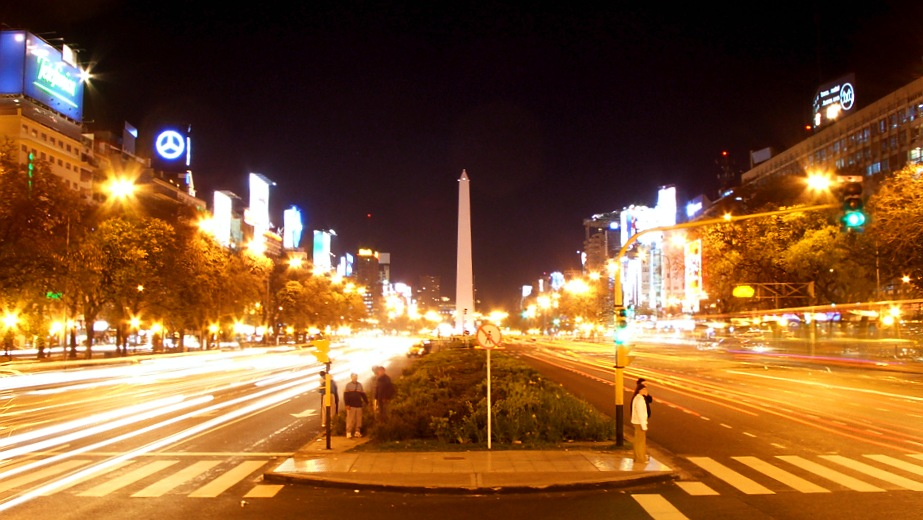
Avenida 9 de Julho em Buenos Aires. Em 14 de Dezembro de 1991, a banda faz um show gratuito para 250.000 pessoas.

Em 1991, o sucesso continental da banda chamou a atenção da MTV News da Europa, que tomou conhecimento do que estava ocorrendo na América Latina e com o rock em espanhol. Dedicaram um programa especial para a banda, um feito inédito para um grupo de rock que não cantava em inglês.
Em 14 de Dezembro de 1991, tocam diante de 250.000 pessoas na Avenida 9 de Julho, em Buenos Aires, como parte dos shows gratuitos chamados de Mi Buenos Aires Querido II. Foi o maior show do grupo.
Em Março de 1992, Gustavo Cerati e o produtor e músico Daniel Melero lançaram o álbum Colores Santos, foi a primeira experiência de Cerati fora da banda.
Em Maio, a banda faz turnê pela Espanha, passando por cinco cidades. Os resultados decepcionantes da turnê espanhola, em comparação com o fervor que estavam acostumados na América Latina, deixou um certo gosto amargo. No entanto, serviu como uma experiência válida, especificamente em trazer a banda de volta à Terra. Para colocá-la sem rodeios: a Espanha não foi de modo algum um fracasso, mas estava longe de ser o sucesso que o Soda tinha se acostumado na América Latina, e no final, foi uma boa experiência de aprendizagem.

### Experimentação e hiato (1992-1994)
A partir desse momento, os membros do Soda tiveram consciência de que estavam no centro da cena, no topo. Então decidiram pela experimentação músical. Em Outubro de 1992, a banda lança seu sexto álbum de estúdio, Dynamo. Foi apresentado ao público com seis shows no Obras no fim do ano.
Em Novembro a banda toca o álbum no talk-show local Fax en concierto, a apresentação foi a primeira transmissão de TV em estéreo na história da Argentina.
Dynamo não vendeu como o esperado, é o álbum menos vendido da banda até hoje, em grande parte pois a banda decidiu mudar de gravadora depois de terminarem de gravar o disco. A Sony não tinha intenções de apoiar um grupo que estava emigrando e a BMG não podia promover um produto de outra empresa.
Em Janeiro de 1993, iniciam sua sexta turnê latino-americana, passando por México, Chile, Paraguai e Venezuela. No meio da turnê, a banda decide fazer uma pausa, o que levanta rumores sobre o fim da banda. Nesse mesmo ano Gustavo Cerati lança seu primeiro álbum solo Amor Amarillo.
Em 1994, a banda encontra novos desafios para sua estabilidade. Em Julho, o pequeno filho de Zeta Bosio, de apenas cinco anos, morre em um acidente de trânsito na Argentina. Isso o afetaria tanto pessoalmente como profissionalmente. Por decisão unânime a banda entra em hiato e avaliam a possibilidade de se separarem definitivamente. Durante o hiato, Gustavo foca na sua carreira solo, Zeta se dedica a produção de outras bandas e Charly desaparece do mundo da música para se dedicar a projetos pessoais. No final do ano é lançado Zona de Promesas, uma compilação de remixes e clássicos da banda e uma música inédita de mesmo nome.

### Sueño Stereo (1995-1997)

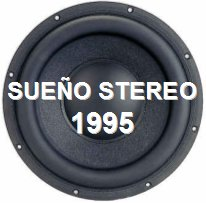
Em 1995, é lançado Sueño Stereo, o último dos sete álbuns de estúdio da banda. A capa mostra três alto falantes (que simbolizavam óvulos) prontos para serem "fecundados" por espermatozoides que se assemelhavam a fones de ouvido. Esse motivo é simbólico ao conceito do álbum, e ainda é usado como ponto central do clipe de Ella usó mi cabeza como un revólver, um dos singles do disco.

Depois de três anos em silêncio, em Junho de 1995, Soda Stereo lança Sueño Stereo, seu sétimo e último álbum de estúdio. Rapidamente foi disco de platina na Argentina, e teve dois hits: "Zoom" e "Ella usó mi cabeza como un revólver", cujo clipe foi eleito pela MTV Latinoamerica o "Video da Gente", o máximo reconhecimento do rock latino-americano, antes de surgirem os Premios MTV Latinoamérica em 2002.
Em Setembro começam a turnê do disco no Teatro Gran Rex, em Buenos Aires, passam por Venezuela, Colômbia, Peru, Paraguai, Panamá, México, Estados Unidos e terminam em Abril de 1996 no Chile.
Em meados de 1996, foram convidados pela MTV para gravar um MTV Unplugged (show acústico) em Miami. Inicialmente a banda recusou, mas logo aceitaram ao negociarem com a emissora que tocariam os instrumentos "ligados", mas com orquestração e novos arranjos para alguns clássicos. Um dos destaques do show foi a versão de "En la Ciudad de la Furia", onde Andrea Echeverri, vocalista da banda colombiana Aterciopelados cantava o refrão. Outras músicas gravadas foram "Un Misil en Mi Placard", "Entre Canibales", "Cuando pase el temblor", Té Para Tres","Angel Electrico", "Terapia de Amor Intensiva", "Disco Eterno", "Ella usó mi cabeza como un revólver", "Paseando Por Roma" e "Génesis" (um cover da banda Vox Dei). A apresentação na MTV foi lançada no álbum Comfort y Música Para Volar no mesmo ano, e uma versão mais completa foi lançada em 2007. O álbum incluía quatro faixas que ficaram de fora do Sueño Stereo, além de um CD-ROM interativo com fotos e videos do show.
Em Outubro de 1996, Soda Stereo se torna a primeira banda da América Latina a transmitir um show pela internet no programa de rádio argentino Cuál Es?.

### O Final (1997)
Um longo silêncio antecedeu a separação da banda, exceto pela participação no álbum tributo Tribute a Queen: Los Grandes del Rock en Español, no qual Soda gravou "Algún Día", versão em espanhol da música "Some Day One Day" do Queen.
Em 1° de maio de 1997, a banda anunciou oficialmente sua separação por um comunicado a imprensa. No dia seguinte, todos os jornais dão eco a notícia e o Jornal Clarín dedica um grande espaço na sua capa para a banda. Gustavo Cerati publica logo no Clarín o que seria a carta do adeus:
"Estas linhas surgem do que percebi estes dias na rua, nos fãs que me cercam, na gente que me rodeia, e na minha própria experiência pessoal. Compartilho a tristeza que gera em muitos a notícia da nossa separação. Eu mesmo estou submerso nesse estado porque poucas coisas tem sido tão importantes na minha vida como Soda Stereo. Qualquer um sabe que é impossível levar uma banda sem certo nível de conflito. É um frágil equilíbrio na criação de idéias que muito poucos conseguem manter por quinze anos, como nós orgulhosamente fizemos. Mas, ultimamente, diferentes desentendimentos pessoais e musicais começaram a comprometer esse equilíbrio. Aí mesmo se geraram desculpas para não nos enfrentarmos, desculpas finalmente para um futuro grupal em que já não criamos como no passado. Cortar de modo saudável é, "valga la red", fazer valer nossa saúde mental acima de tudo e também o respeito para com todos nossos fãs que nos seguiram por tanto tempo. Um forte abraço".
Em Agosto e Setembro fizeram uma turnê de despedida passando por México, Venezuela, Chile e terminando em sua terra natal Argentina. O último show aconteceu em 20 de Setembro no Estádio Monumental de Núñez, Buenos Aires. O show foi gravado e lançado em duas partes como El Último Concierto A e B no final do ano. O show termina com "De Música Ligera" e com uma memorável despedida de Cerati:
"Nós não teríamos sido nada sem vocês, sem todas as pessoas que nos apoiaram desde o começo; alguns seguem até hoje! ¡Gracias... totales!"
Uma versão em DVD do show de foi lançada em 2005.

### Pós Soda
Apesar dos constantes rumores de reunião, que ironicamente começaram pouco depois da separação, pouco se ouviu sobre Soda, exceto um especial de TV do "El Último Concierto" produzido pela HBO e um documentário feito pela MTV chamado Soda Stereo: A Lenda. Finalmente, em 2002 o trio se reúne para receber o Prêmio Leyenda da MTV Latinoamerica por sua trajetória músical.
Sete anos após a separação não haviam lançamentos oficiais, até que no final de 2003 a Sony Music anuncia o primeiro lançamento em DVD do Soda, que continha muito material inédito fornecido por Gustavo, Zeta, Charly e de pessoas próximas a banda.
O produto finalizado chegou as ruas em Novembro de 2004. Foi chamado de Soda Stereo: Una Parte de La Euforia (1983–1997). Em 20 de Setembro de 2005 é lançado na Argentina o DVD do último show do grupo exatamente oito antes no Estádio Monumental. Foi chamado de El Ultimo Concierto (En Vivo). Ao contrário da produção da HBO, o DVD incluía som 5.1 e músicas que ficaram de fora anteriormente.

### Me Verás Volver (2007)

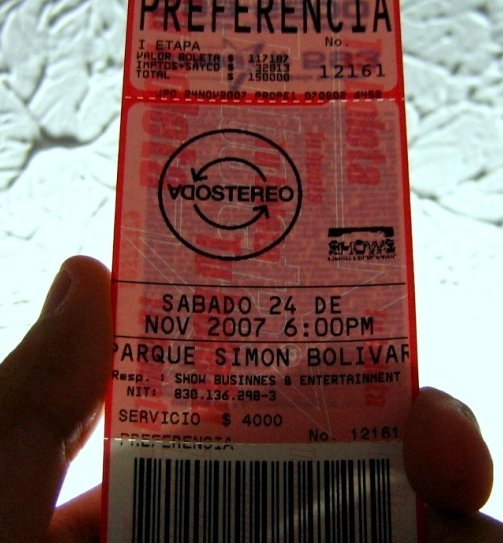
Me verás Volver. Ingresso para o show em Bogotá. Soda Stereo reuniu um milhão de fãs em sua turnê de reunião.

A reunião do Soda Stereo era tema obrigatório em qualquer entrevista com seus integrantes. Tanto que Zeta Bosio uma vez declarou:
"Um dia sonhei que não me perguntavam mais sobre a volta do Soda!"
Em 2007, 10 anos depois da separação, a banda decide se reunir para uma grande turnê continental. Em 9 de Junho, a noticia oficial confirmou: Soda Stereo volta aos palcos para fazer uma turnê americana chamada Me Veras Volver, frase emblemática de sua canção "En La Ciudad de la Furia".
Em Julho, a Sony/BMG lança a compilação Me Verás Volver (Hits & +), com 18 faixas de estúdio remasterizadas. O disco atingiu o topo das paradas na Argentina e Chile.
Em 20 de Setembro de 2007, exatamente dez anos depois de seu último show, a banda realiza um conferência de imprensa na discoteca Club Museum, Buenos Aires, onde gravaram o clipe de "En La Ciudad de la Furia". Surpreenderam ao começarem tocando duas músicas, "Sobredosis de TV" e "En La Ciudad de la Furia" nas versões originais. Durante a conferência, a banda diz que após a turnê cada um retornará as suas atividades individuais.
Em Outubro a Sony/BMG relança Comfort Y Música Para Volar em DVD, que incluía todas as músicas do show acústico na MTV.

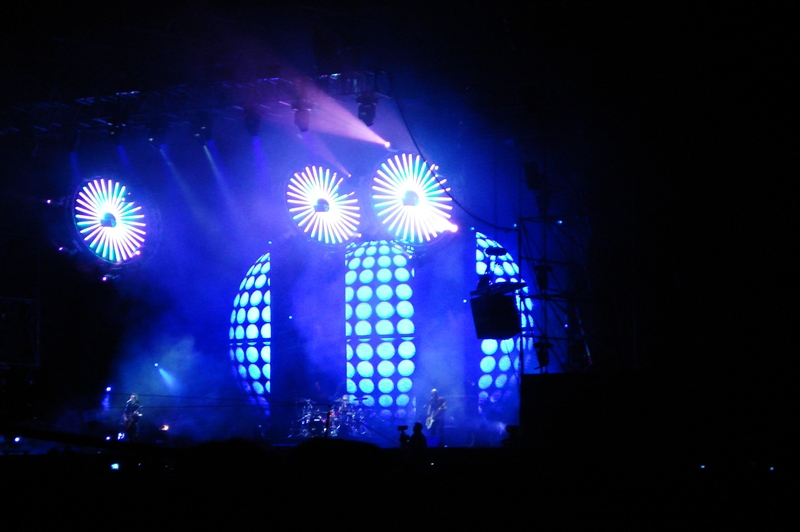
"Nós os vimos Retornar". Show do Soda Stereo no Estádio Nacional em Santiago, Chile em 24 de Outubro de 2007.

A turnê estava marcada para começar em 19 de Outubro, no Estádio Monumental de Nuñez, Buenos Aires, mesmo estádio onde a banda se despediu dez anos antes, originalmente seriam apenas dois shows no local assim como outras apresentações em vários paises da América. No entanto, quando as vendas de ingressos começaram, ficou evidente que o programa estava sobrecarregado e que estavam diante de um acontecimento cultural gigantesco, de alcance continental. Logo, adicionaram mais um show em Buenos Aires, e posteriormente mais dois. No total foram seis no estádio.
Finalmente em 19 de Outubro, acontece o esperado retorno do Soda Stereo no Estadio Monumental. Na ocasião, uma enorme faixa continha uma frase com nomes de suas canções. A banda se apresentavo com Tweety González (teclados),  Leandro Fresco (teclados, percussão e vocais) e Leo García (guitarra e vocais)  como músicos de apoio. O show durou mais de três horas com 28 músicas, abrindo com "Algun Dia" (cover em espanhol do Queen que gravaram dez anos antes) tocando ao fundo, enquanto imagens da história da banda eram exibidas.
Mais de 300.000 fãs comparecem aos seis shows que a banda fez no estádio, fazendo o Soda Stereo um dos eventos públicos de maior audiência na história da Argentina. A turnê também passou por Chile, Equador, México, Estados Unidos, Colômbia, Panamá, Venezuela e Peru.

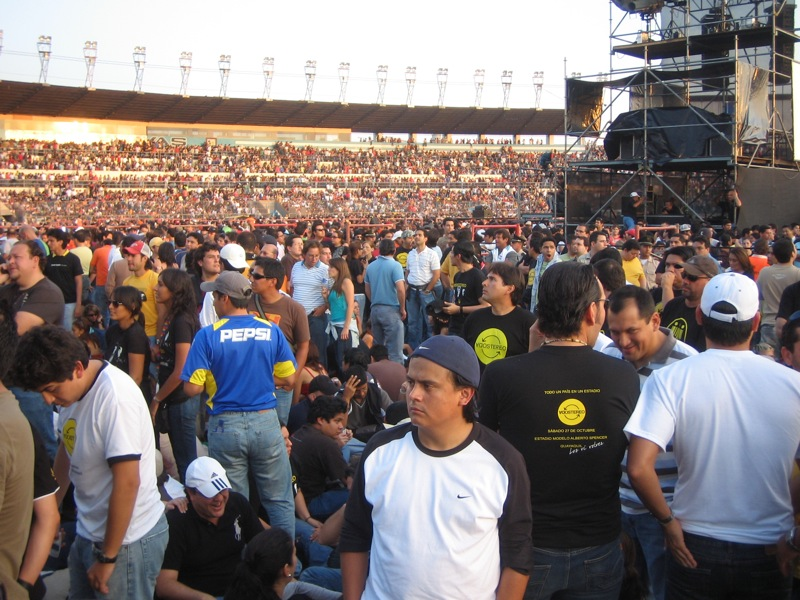
27 de Outubro de 2007, Estádio Modelo Alberto Spencer em Guayaquil (Equador). O público espera o retorno do Soda Stereo

Em 21 de Dezembro de 2007, acontece o último show do Soda, novamente no Estádio Monumental, incluindo músicas que não tocaram durante a turnê. A banda contou com as participações de Andrea Álvarez ("Picnic en el 4B"), Richard Coleman ("No Existes"), Fabián 'Zorrito Vön' Quintiero ("Danza Rota" e "Prófugos"), Carlos Alomar ("Lo Que Sangra (La Cúpula")) e "Terapia de Amor Intensiva") e Gillespi ("Signos" e "Fue"). Cerati voltou a usar sua famosa frase "Gracias Totales" depois de tocar "De Música Ligera" e quebrou sua guitarra durante "Sueles Dejarme Solo".
Em Agosto de 2008, a turnê é lançada em CD e DVD.

### Pós-Soda 2
Em março de 2010, Zeta Bosio disse em uma entrevista que Soda Stereo havia planejado voltar aos palcos com um novo álbum de estúdio. Contudo, Gustavo Cerati sofreu um AVC, do qual não chegou a se recuperar. Depois de 4 anos permaneceu em coma, falecendo em 4 de setembro de 2014.
Posteriormente, o Cirque du Soleil realizou um espetáculo temático com Soda Stereo intitulado Sép7imo Día, apresentando-se entre os anos de 2017 e 2018. Para realizá-lo, Zeta e Charly se reuniram novamente para produzir a parte sonora, escutando as "masters" das músicas. Isso levou-os a cogitar tocarem juntos novamente.

### Gracias Totales - Soda Stereo (2020)
Gracias Totales - Soda Stereo foi anunciado pela banda através de um vídeo e uma carta de seus seguidores em suas redes sociais.
Começou em 29 de fevereiro de 2020 no Estádio El Campín, em Bogotá, Colômbia, a seguir com datas na  Argentina, Peru, Chile, México, Paraguai, Estados Unidos, e vários outros países da América Central.
Juntamente com o anúncio de Gracias Totales, foi revelado que os músicos sobreviventes, Zeta Bosio e Charly Alberti, seriam acompanhados por diversos cantores tanto ao vivo como através de vídeos pré-gravados, incluindo Chris Martin do Coldplay, Adrián Dárgelos dos Babasónicos, Rubén Albarrán do Café Tacvba, Mon Laferte e o filho do vocalista original do Soda Stereo, Benito Cerati.

## Estilo musical

### Influências
Soda Stereo foi uma banda particularmente exploradora de novos sons, especialmente inspirado no desejo criativo de Gustavo Cerati; e sempre desejavam que nenhum de seus discos soassem como o anterior. Uma de suas principais e mais claras influências durante toda a carreira musical do grupo, tem sido permanentemente a new wave. Entre os artistas que influenciaram Soda durante sua carreira, foram George Harrison, Paul McCartney e John Lennon; The Police, New Order, The Cure, Depeche Mode, Television, Echo & The Bunnymen, Talking Heads, Elvis Costello, David Bowie, Deep Purple, Virus, XTC, The Specials, Squeeze, Pink Floyd, Queen (como se vê na canção tributo "Algún Día", My Bloody Valentine e Cocteau Twins. No que diz respeito a cada um separadamente, alguns dos maiores ídolos de Cerati eram Sting (vocalista do The Police) e Luis Alberto Spinetta. Também, a canção Purple Haze de Jimi Hendrix e o virtuoso Ritchie Blackmore foram sua motivação para dar seus primeiros passos com a guitarra elétrica; Zeta aprendeu a tocar baixo vendo seu ídolo Paul McCartney; e Charly aprendeu muito com seu pai Tito Alberti e além disso admirava Stewart Copeland, baterista do The Police.

### Anos 1980
Em seu começo, tinham um som New wave bastante pop e festeiro, o que se ouvia em seu primeiro trabalho homônimo Soda Stereo, álbum tributo de bandas como The Police e The Specials. Com o passar do tempo, o som new wave foi se amadurecendo e já não eram tão festivos; além de, influenciados por grupos como The Cure e Television, adicionaram um som cru pós-punk. Assim como foi nos discos Nada Personal e Signos que coexistiram os hits pop ("Juego de seducción", "Persiana americana", "El rito") com canções mais obscuras ("No existes", "Ecos", "Final Caja Negra").
Até o fim da década, o grupo decidiu mudar de rumo. Para isso, Gustavo Cerati contratou o experiente músico Carlos Alomar (entre outros, por muitos anos guitarrista de David Bowie), como produtor musical e foram morar em Nova Iorque por mais de um mês para trabalhar em seu quarto disco, Doble Vida. Graças a isto, acrescentaram ao som new wave influências da música norte-americana, como o funk e o soul, juntamente com um som mais pop. Embora havia exceções, como no caso do som alternativo de "En la ciudad de la furia".

### Anos 1990
A mudança de década, também marcou um antes e um depois no estilo musical da banda. Deixaram para trás o som new wave e pós-punk e adotaram um estilo baseado mais no protagonismo da guitarra. Foi assim em 1990, quando surgiu o disco Canción Animal, que também se tornaria seu álbum de maior sucesso. E para surpresa de muitos, a mudança radical ainda estava por vir.
Em 1992 e depois de terminar a extensa e bem-sucedida turnê Gira Animal, voltaram ao estúdio de gravação. Influenciados pelo movimento alternativo nascente na Inglaterra, a banda decide esquecer das massas, das rádios e dos sons pop para dar uma repaginada na sua música completa, lançando no mesmo ano Dynamo, com um som poderoso e sombrio de shoegazing e rock alternativo. Além do mais, este incluem algumas criações experimentais.
Em 1995 e depois de quase se separarem, eles decidem voltar a suas origens no que seria seu último álbum de estúdio, Sueño Stereo. Ademais, se notava uma presença da influência da música eletrônica. Isto resultou em um sucesso retumbante do álbum, especialmente de hits como a alternativa "Ella usó mi cabeza como un revólver" e a alegre e pop "Zoom". A banda também aproveitou o tempo para experimentar, especialmente com as três últimas músicas do álbum.
O caminho que a banda iria seguir se permanecessem juntos é um mistério, mas parecia ser voltado para a música eletrônica, como mostrava Gustavo Cerati em 1999 com seu álbum Bocanada, o primeiro após a separação do grupo.

## Legado
Soda Stereo foi considerada uma das bandas pioneiras do rock latino-americano. Foi o primeiro grupo a sair das fronteiras de seu país de origem e considerar a América Latina um espaço cultural unificado pelo idioma. O resultado foi uma popularidade e identificação generalizada da juventude latina, no qual foi feita para o rock anglo-saxônico, mas não para o rock latino, rock em espanhol e rock latino-americano, diferentes variantes do mesmo fenômeno cultural e musical.
A banda foi o começo de um movimento de globalização que incorporou músicos locais a um grande movimento de rock continental, ao ponto dos críticos se perguntarem: "Faz sentido continuar falando de "rock nacional"?". Em muitas partes da América Latina como Colômbia "Soda Stereo tornou-se a expressão da musicalidade e postura de uma nova geração, que procurou se diferenciar dos "trintões dos anos 1980" que preferiam o merengue dominicano, para começar a ouvir e cantar rock em espanhol." No Chile, Soda não só "marcou toda uma geração com seu "look", suas letras e suas músicas," mas especialmente pela intensa relação emocional desenvolvida entre a banda e os fãs, o que foi um fator decisivo para "desnacionalizar" o grupo e transforma-lo em uma expressão, não apenas para os jovens de um determinado país, mas a juventude como questões sociais e linguagens comuns, algo que o rock and roll sido conseguido até agora nos países de língua espanhola, devido à barreira da língua.

## Recordes e realizações
- Primeiros artistas latino-americanos a usarem o formato CD no álbum Signos.[32]
- Primeiro grupo latino-americano a ter uma transmissão de TV com som estéreo durante a apresentação do seu álbum Dynamo no programa argentino "Fax en Concierto" em 1992.
- Primeiro grupo de língua espanhola a tocar nos Estados Unidos como atração principal.[32]
- Primeiro grupo de língua espanhola a fazer turnê pela América Latina. Antigamente as bandas de rock em espanhol raramente saiam de seus países de origem, e quando saiam não obtinham muito sucesso. Soda Stereo foi o primeiro grupo a explorar a ideia de expansão em toda a região.
- Primeiro grupo ibero-americano a incluir uma faixa interativa em um disco, neste caso foi com seu álbum acústico na MTV, Comfort y Música Para Volar em 1996.
- Em sua turnê Me Verás Volver 2007 bateram recorde fazerem seis shows no Estádio Monumental de Nuñez numa mesma turnê, superando a banda Rolling Stones que antes fizeram cinco.
- Antes da turnê Me Verás Volver 2007, Robbie Williams obtinha o recorde de ingressos vendidos em menos tempo na Argentina, mas foi superado por Soda Stereo ao venderem os ingressos dos shows no Estádio Monumental de Nuñez em menos de 24 horas.
- Recorde de público no Peru, ao fazerem dois shows no Estádio Nacional em Lima para 100.000 no total.[52]
- No Chile, é a banda que mais levou pessoas ao Estádio Nacional do Chile ao fazerem dois shows em 2007, superando a banda local Los Prisioneros, que detinha o recorde de dois shows em 2001.[53]
- Recorde de público em um show pago na Venezuela, ao tocarem para 55.000 pessoas em Caracas em 2007, durante a turnê Me Verás Volver.
- Recorde de público em um show pago na Colômbia, ao tocarem para 52.000 pessoas em Bogotá em 2007, durante a turnê Me Verás Volver.[53]
- Recorde de público em um show pago no Panamá, com 22 mil  espectadores em Novembro de 2007.[53]
- Recorde de público em um show pago no Estádio Mario Alberto Kempes em Córdoba, com 48.000 pessoas em Dezembro de 2007. Com isso, ultrapassaram a banda local Patricio Rey y sus Redonditos de Ricota que havia conseguido este recorde a alguns anos antes.[53]

## Discografia

### Álbuns de estúdio
- Soda Stereo (1984)
- Nada Personal (1985)
- Signos (1986)
- Doble Vida (1988)
- Canción Animal (1990)
- Dynamo (1992)
- Sueño Stereo (1995)

### Álbuns ao vivo
- Ruido Blanco (1987)
- Languis (1989)
- Rex Mix (1991)
- Zona de Promesas (1994)
- Comfort y Música Para Volar (1996)
- El Último Concierto  (1997)
- Gira Me Verás Volver (2008)

### Álbuns de compilação
- Lo Mejor de los Mejores (1993)
- 20 Grandes Éxitos (1994)
- El Legado de Soda Stereo (1995)
- Sobredosis de TV (1996)
- Chau Soda (1997)
- Rock del Milenio (1999)
- Inolvidable (1999)
- 30 Grandes (1999)
- Obras Cumbres (2000)
- El Legado (2004)
- Leyendas: Solamente los Mejores (2004)
- 20 Éxitos Originales (2005)
- Obras Cumbres: Parte 2 (2006)
- Lo Esencial (2007)
- Me Verás Volver (2007)
- Lo Esencial (2008)
- Rock Latino (2012)